# Lust (Kendrick Lamar)
Lust (reso graficamente LUST.) è un brano musicale del rapper statunitense Kendrick Lamar, nona traccia del quarto album in studio Damn, pubblicato il 14 aprile 2017.
Sebbene la canzone non sia stata pubblicata come singolo, ha avuto successo ed è entrata nelle classifiche di diversi paesi nel 2017.

## Descrizione
La canzone parla di routine della lussuria romantica e del desiderio materiale. I testi della canzone riflettono anche la reazione di Lamar alle elezioni presidenziali del 2016, in particolare la rabbia e la confusione che una parte della nazione ha provato. In particolare, Lamar parla delle proteste contro Donald Trump, compresa la lotta per mantenere alta l'energia e sostenere le proteste a lungo termine. Verso la fine della canzone, entra in gioco il tema dell'accettazione.
La canzone presenta la voce ospite del produttore di musica elettronica Kaytranada Il sassofonista jazz Kamasi Washington ha collaborato all'arrangiamento della canzone.

## Accoglienza
Kathleen Johnston del GQ Magazine ha descritto Lust come la migliore canzone dell'album Damn.

## Esibizioni dal vivo
Lamar si è esibito per la prima volta con Lust dal vivo al Coachella Valley Music and Arts Festival il 23 aprile 2017. La canzone era inoltre nella scaletta in tutto il The Damn Tour .

## Produzione
La canzone contiene un sample della canzone di Rat Boy Knock Knock Knock contenuta nel mixtape Neighborhood Watch del 2015. Quando ha scoperto che Lamar aveva utilizzato l smple nella su canzone, Rat Boy ha espresso su Twitter tutto il suo apprezzamento.

## Formazione

### Musicisti
- Kendrick Duckworth - voce

### Produzione
- Dacoury Natche - produzione
- Mark Spears - produzione, corde
- Chester Hansen - produzione
- Alexander Sowinski - produzione
- Matthew Tavares - produzione
- Leland Whitty - produzione
- Kamasi Washington - corde
- Kaytranada - voce aggiuntiva
- Rat Boy - voce aggiuntiva
- Derek Ali - missaggio
- Pagina Tyler - assistente al missaggio
- Cyrus Taghipour - assistente al missaggio

## Cortometraggio
Mesi dopo l'uscita di Lust e Damn, il gruppo creativo Combined Culture ha pubblicato un cortometraggio ispirato al brano il 17 giugno 2017, in occasione del trentesimo compleanno di Lamar all'inizio di giugno.

## Classifiche
| Classifica (2017)     | Posizione massima |
| --------------------- | ----------------- |
| Canada                | 35                |
| Repubblica Ceca       | 86                |
| Francia               | 122               |
| Irlanda               | 36                |
| Paesi Bassi           | 72                |
| Nuova Zelanda         | 36                |
| Portogallo            | 34                |
| Slovacchia            | 45                |
| Svezia                | 94                |
| Regno Unito           | 52                |
| Stati Uniti           | 43                |
| Stati Uniti (hip hop) | 25                |